# Leiva (La Rioja)
Leiva es un municipio y localidad española de la comunidad autónoma de La Rioja. El término municipal, ubicado en la comarca de Santo Domingo de la Calzada, situado en La Rioja Alta, tiene una población de 245 habitantes (INE 2024). La localidad es bañada por el río Tirón.

## Geografía
Leiva está situada entre los pueblos de Tormantos y Herramélluri. Junto a la localidad se encuentra el embalse de Leiva, inaugurado en 1995. Destinado a regular las crecidas anuales del río Tirón sobre todo en primavera. Su uso es para riego y está preparado para la obtención de energía, pero a falta de la instalación de la central. 
En sus campos de secano se cultivan trigo y cebada, así como uvas y pimientos, siendo este una de las materias estrella de la localidad. La villa de Leiva a su vez, se encuentra debajo de un pequeño monte, los locales la llaman "La Peña". 

## Historia
En la antigüedad, el río Tirón proporcionaba un alojamiento ideal para el hombre primitivo. Más tarde, El pueblo de los Berones fundarán la ciudad de Libia, de donde proviene el nombre actual de Leiva. Fue conquistada por el pretor romano Tiberio Sempronio Graco en torno al año 178 a. C., circunscribiéndose en el conventus Caesaraugustanus de la Hispania Citerior Tarraconensis y se mantuvo leal a Pompeyo durante las Guerras sertorianas permaneciendo muy anclada en sus antiguas tradiciones celtas, romanizándose de forma tardía, alrededor del siglo III d. C.
Una vez cae Roma y se asienta el cristianismo en la península ibérica, la localidad, ahora llamada Leyva seguirá prosperando a pesar de la ocupación musulmana, se vincula la acción de San Vitores en la expulsión del musulmán en esta zona riojana. Durante la Edad Media, los peregrinos franceses y del este de la península pasan por Leyva dejando una influencia peregrina a lo largo de la localidad. La Virgen Peregrina se convierte en la patrona del pueblo y se levanta una ermita en conmemoración suya encima de unas ruinas romanas de la antigua Libia.
A finales del siglo XIV se construye la iglesia parroquial de Nuestra Señora de la Purificación, iglesia de una sola nave construida en sillería en el siglo XVI cuya torre se levanta sobre la portada principal del templo. En 1480 nace en Leiva Antonio de Leyva y se reconstruye el castillo de Leiva encima de las ruinas de un fuerte construido a la vez que la iglesia.
A mediados del siglo XIX, se establece en el castillo de la localidad Eugenia de Montijo, esposa del Emperador Francés Napoleón III. Eugenia de Montijo recibe el título de Señora de Leiva. Durante esa época, en la corte de Isabel II se encontraba Tomás Corral y Oña, Médico de Cámara de la reina recibe el título de I conde de Leiva, acto el cual Eugenia de Montijo estaba en des acuerdo.
A lo largo de los siglos, hasta llegar a nuestros días, muchas familias de Vizcaya emigraron a Leiva con el objetivo de contribuir a la conservación del puente romano. Este movimiento de población tuvo un gran impacto en el crecimiento demográfico del pueblo, algo que todavía se nota hoy en día. Apellidos como Chavarri, Corcuera y Zuluaga son algunos de los más comunes entre los habitantes de Leiva, reflejando el legado de aquellas familias vascas que se asentaron en la zona en esa época.
Durante la Guerra Civil, Leiva también fue testigo de momentos difíciles. Sin embargo, la solidaridad entre vecinos jugó un papel clave: muchas familias lograron evitar ser arrestadas por el bando sublevado gracias a la valentía de otros paisanos, quienes ocultaron información o directamente mintieron para protegerlas.
Hoy en día, la economía de Leiva gira en torno a la agricultura, siendo el cultivo de grano y los famosos pimientos riojanos los pilares fundamentales de su producción. Este sector no solo da trabajo a muchas familias, sino que también mantiene vivas las tradiciones agrícolas que han definido a la región durante generaciones.

## Demografía
Cuenta con una población de 245 habitantes (INE 2024).
| Gráfica de evolución demográfica de Leiva entre 1842 y 2021                                                           |
| |
| Población de derecho según los censos de población del INE. Población de hecho según los censos de población del INE. |

## Administración
| Periodo   | Nombre                                 | Partido        |
| --------- | -------------------------------------- | -------------- |
| 1979-1983 | Fausto Barahona Fuente                 | CD             |
| 1983-1987 | Fausto Barahona Fuente                 | AP             |
| 1987-1991 | Rodolfo Arce Rebollar                  | AP             |
| 1991-1995 | Alfonso Chavarri Orive                 | Independientes |
| 1995-1999 | Gerardo Riaño Benito                   | PP             |
| 1999-2003 | Gerardo Riaño Benito                   | PP             |
| 2003-2007 | Gerardo Riaño Benito                   | PP             |
| 2007-2011 | José M.ª Corcuera Briones              | PP             |
| 2011-2015 | José M.ª Corcuera Briones              | PP             |
| 2015-2019 | José M.ª Corcuera Briones              | PP             |
| 2019-2023 | Ana Maria Carro                        | PP             |
| 2023-act. | José Luis González de Uriarte González | PP             |

## Comunicaciones

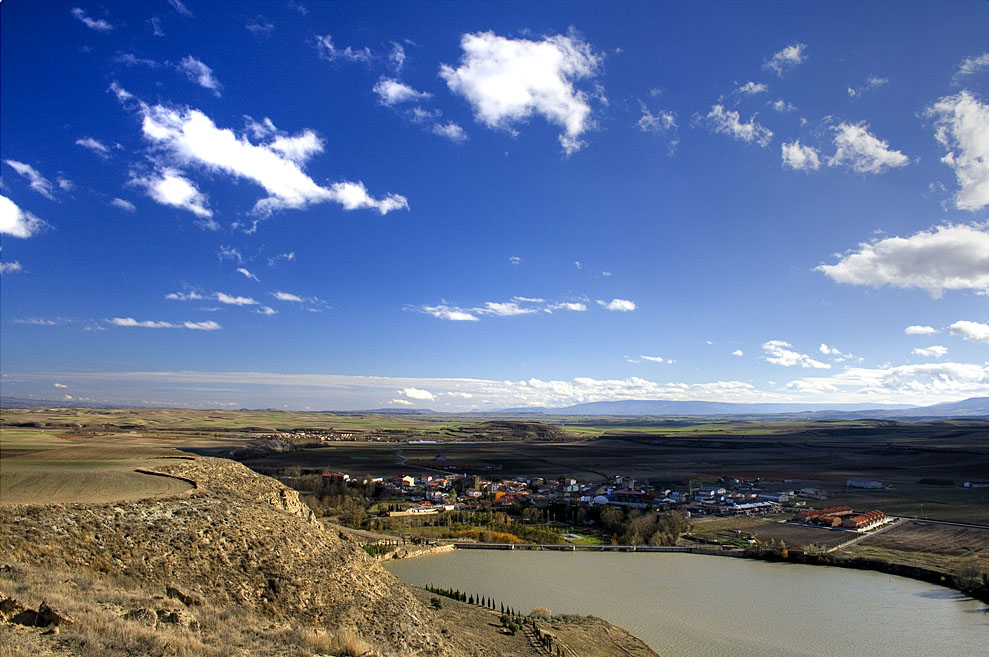
Vista de Leiva desde la presa

- Al oeste, por la carretera LR-200, está comunicada con Tormantos
- Al este, con Herramélluri; también con Santo Domingo de la Calzada, a 11 km en esta dirección.
- Al norte Treviana por la LR-305.

Leiva se encuentra a unos 55 km de Logroño, 60 km de Burgos y 62 km de Vitoria.

## Patrimonio

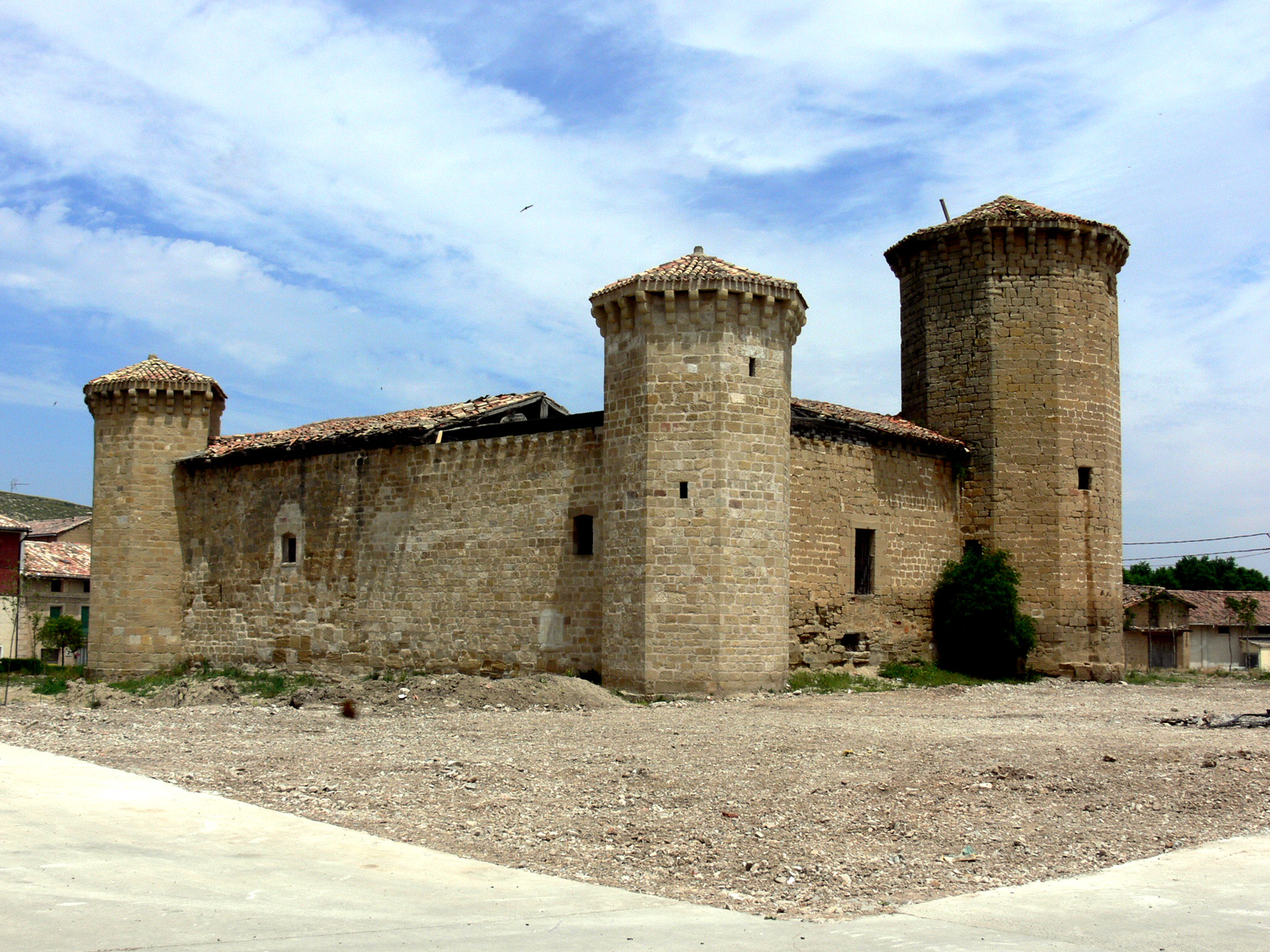
Castillo-palacio de los señores de Leiva.

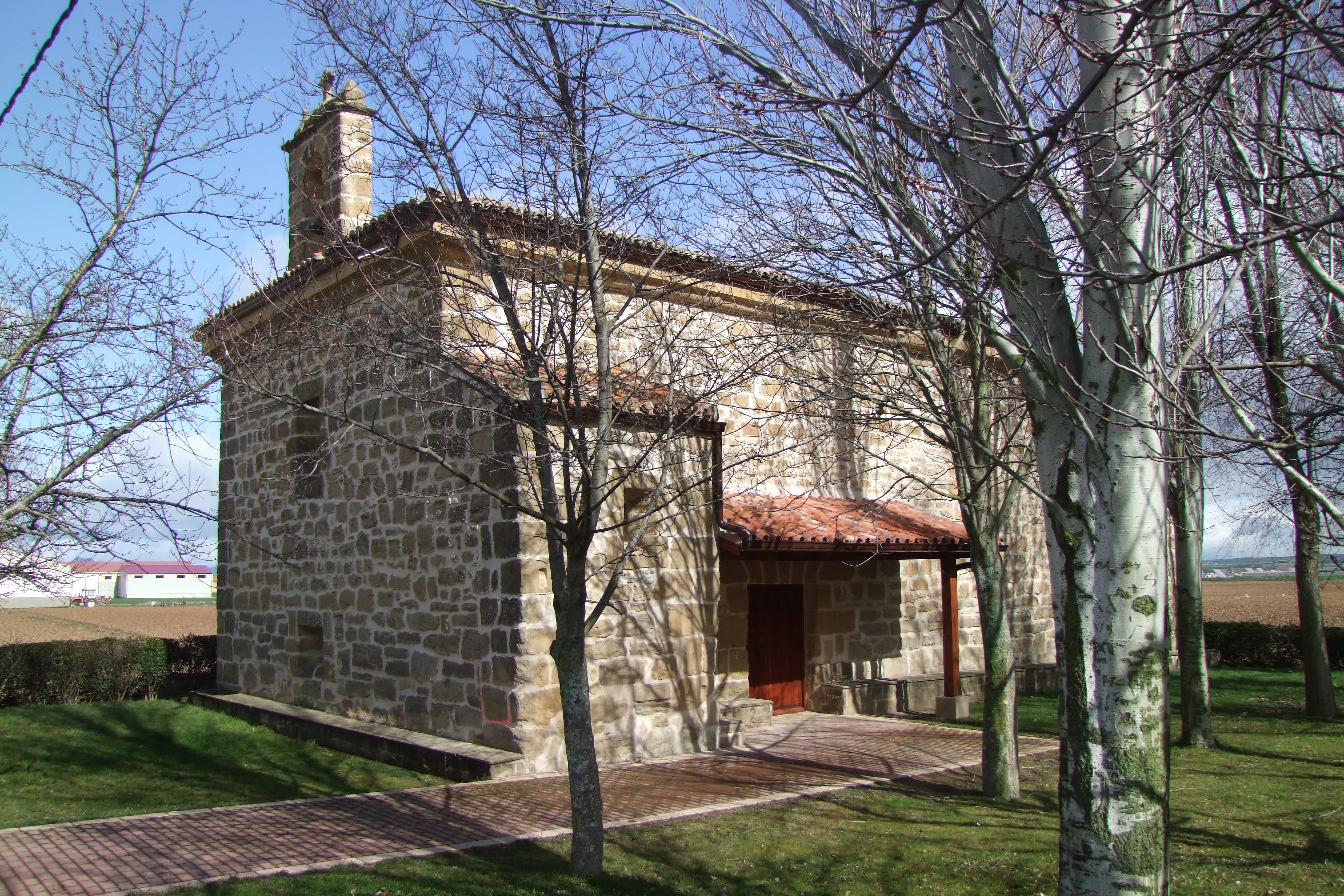
Ermita de la Virgen Peregrina.

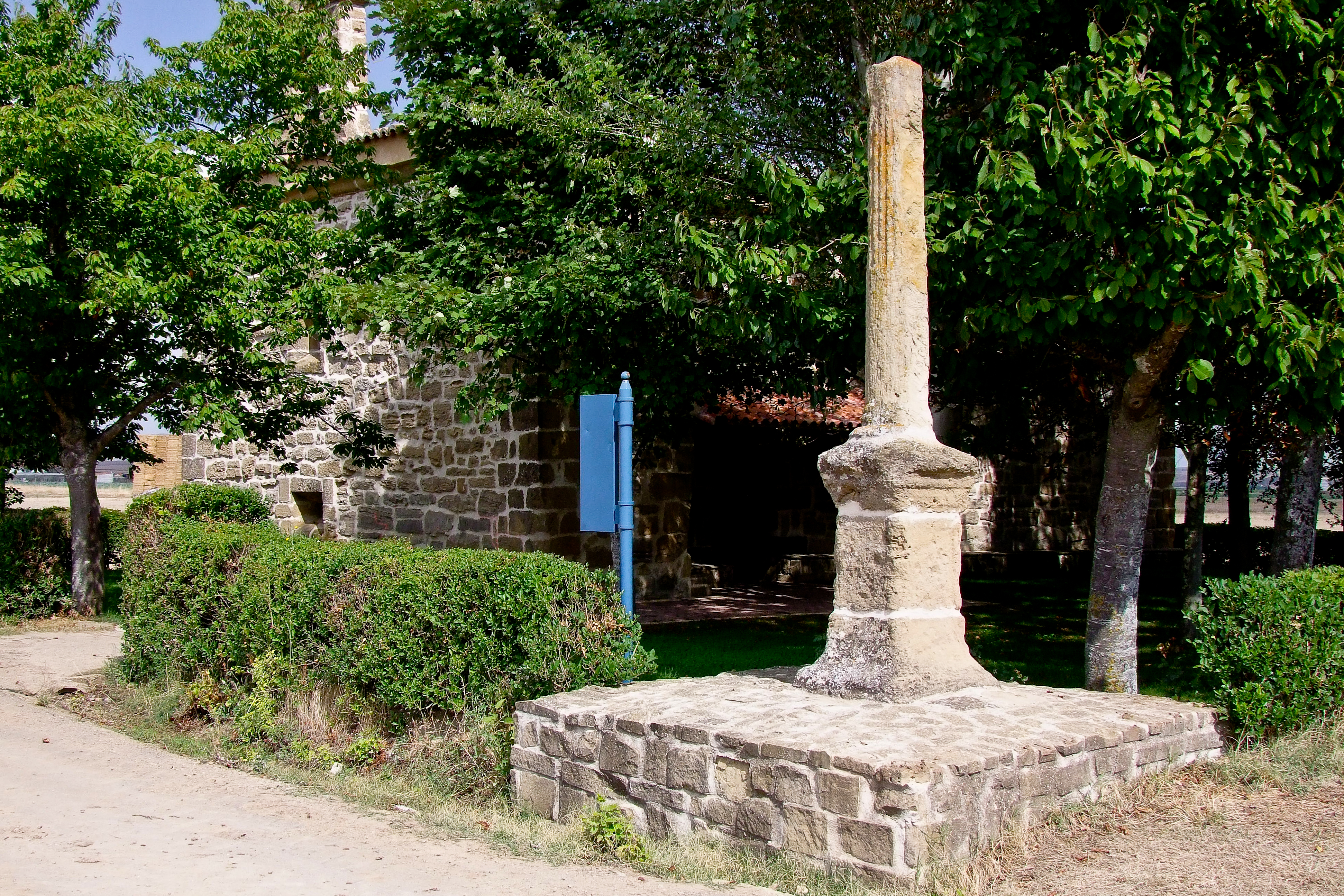
Crucero de Leiva.

- Castillo-palacio de los señores de Leiva.  Palacio fuerte flanqueado por cuatro torres en sus esquinas, tres de ellas octogonales y la del ángulo sureste, considerada como la torre del homenaje, decagonal y de mayor altura. Todas ellas tienen cubierta de teja. En su interior existe un patio. El conjunto estuvo rodeado por un foso perimetral, hoy día cegado.
- Ermita de la Virgen Peregrina, encontrada a las afueras del pueblo la cual se visita durante las Fiestas de Gracias a la Virgen para una misa riojana proporcionada por los danzadores.
- Fundación Juan de Dios Oña.
- Iglesia parroquial de Nuestra Señora de la Purificación, de estilo Reyes Católicos y renacentista. En su interior destaca su pila bautismal románica del siglo XI, la imaginería romanista, rococó y barroco.
- Puente románico, construido alrededor del siglo XIII sobre el río Tirón en una variante de la vía romana, se observa influencia gótica.
- El crucero, demostrando que el Camino de Santiago pasaba por la localidad riojana.

## Deporte
Fueron conocidos los pelotaris locales Pelomaiz, que jugó con el nombre de Rioja, y Pedro Gordo. El acontecimiento más importante que se celebra es el Campeonato de Pala, que ha cumplido más de 32 ediciones.
En Leiva nos podemos encontrar variedad de lugares para practicar deportes. Hay un frontón cubierto así como un campo de futbol con hierba natural llamado el "George Clooney Arena" y un campo de Vóley Playa. Además cuenta con una moderna pista de patinaje sobre hielo inaugurada en el año 2023. 

## Fiestas locales
- 5 de febrero, Santa Águeda.
- Primer sábado de mayo, romería de San Vitores a Fresno de Río Tirón (Burgos).
- 15 de mayo, San Isidro.
- 29 y 30 de junio, San Pedro y San Pablo.
- Último fin de semana de agosto, fiestas de Acción de Gracias.
- 30 de noviembre, San Andrés.
- En los primeros fin de semanas de octubre, el pueblo celebra el Día del Pimiento, en el que las cuadrillas del pueblo sirven pinchos con pimientos recogidos durante esas fechas.

## Leiva en la cultura
Antonio de Leyva, I príncipe de Ascoli, I marqués de Stela y I conde de Monza y grande de España, nació en esta localidad riojana a finales del siglo XV. Antonio de Leyva fue protagonista en la Guerra Italiana de 1521-1526 junto a Carlos I. En especial, destaca su aportación en la batalla de Pavía.
El olivense Tomás Corral y Oña, fue primer médico de la corte de Isabel II y Alfonso XII, residente de la Real Academia Nacional de Medicina, catedrático de Obstetricia en el Real Colegio de Cirugía de San Carlos y rector de la Universidad Central de Madrid.
El escritor Jesús Miguel Alonso Chavarri ha transformado su localidad natal, Leiva en Santa Prisca de Háchigo en su Trilogía del Háchigo, de la que ha publicado Tasugo, El año del hambre y, en 2020, La sonrisa de Trajano.
En 2007, el cantante riojano e hijo de un paisano de Leiva, Juancho Ruiz, el Charro, compuso y grabó un tema dedicado al pueblo y a su Virgen Peregrina.

## Hermanamientos
- Martín Muñoz de las Posadas (España)